# Polyceratocarpus
Polyceratocarpus es un género de plantas fanerógamas con nueve especies perteneciente a la familia de las anonáceas. Son nativas de África occidental.

## Taxonomía
El género fue descrito por Engl. & Diels y publicado en Notizblatt des Königlichen botanischen Gartens und Museums zu Berlin 3: 53, 56. 1900. La especie tipo es: Polyceratocarpus scheffleri Engl. & Diels. 

## Especies
- Polyceratocarpus angustifolius
- Polyceratocarpus germainii
- Polyceratocarpus gossweileri
- Polyceratocarpus laurifolius
- Polyceratocarpus microtrichus
- Polyceratocarpus parviflorus
- Polyceratocarpus pellegrinii
- Polyceratocarpus scheffleri
- Polyceratocarpus vermoesenii